# موسولد
موسولد (به انگلیسی: Mouswald) یک شهرک در اسکاتلند است که در دامفریس و گالووی واقع شده‌است. موسولد ۲۸۴ نفر جمعیت دارد.